# Großsteingrab Skolelodden
Das Großsteingrab Skolelodden war eine megalithische Grabanlage der jungsteinzeitlichen Nordgruppe der Trichterbecherkultur im Kirchspiel Ølsted in der dänischen Kommune Halsnæs. Es wurde 1837 zerstört.

## Lage
Das Grab lag etwa auf halber Strecke zwischen Store Havelse und Lille Havelse beim Hof Havelsehus auf einem Feld. In der näheren Umgebung gibt bzw. gab es mehrere weitere megalithische Grabanlagen.

## Forschungsgeschichte
1837 wurde das Grab abgetragen. Im Jahr 1887 führten Mitarbeiter des Dänischen Nationalmuseums eine Dokumentation der Fundstelle durch. Zu dieser Zeit waren keine baulichen Überreste mehr auszumachen.

## Beschreibung

### Architektur
Die Anlage besaß eine Hügelschüttung mit einem Umfang von 19 m. Die Angaben zur Form sind nicht ganz eindeutig, Klaus Ebbesen gibt einen Rundhügel an, die Datenbank Fund og Fortidsminder hingegen einen Langhügel. Die Angaben zur Umfassung lassen eher auf einen länglichen Hügel schließen, denn es wurden 14 Umfassungssteine registriert, wovon je fünf an jeder Seite und je zwei an jedem Ende standen.
In der Mitte des Hügels befand sich eine Grabkammer, die als Dolmen anzusprechen ist. Sie besaß einen rechteckigen Grundriss und bestand aus zwei Wandsteinpaaren an den Langseiten und je einem Abschlussstein an den Schmalseiten. Decksteine waren 1837 offenbar schon nicht mehr vorhanden. In den Lücken der Wandsteine wurden Reste von Trockenmauerwerk festgestellt. Die Kammer war mit Feuerstein-Grus verfüllt. Zur Orientierung und den Maßen der Kammer liegen keine Angaben vor.

### Funde
In der Kammer wurde ein Feuerstein-Dolch gefunden und dem Dänischen Nationalmuseum übergeben. Er ist heute verschollen.